# Seynabou Mbengue
Seynabou Mbengue Rodríguez (n. 14 octombrie 1998, în Las Palmas de Gran Canaria) este o handbalistă din Spania care evoluează pe postul de intermediar dreapta pentru clubul românesc CS Gloria 2018 Bistrița-Năsăud și echipa națională a Spaniei.
Seynabou Mbengue este medaliată cu aur la Jocurile Mediteraneene din 2022 desfășurate la Oran. Alături de Rocasa Gran Canaria, ea a câștigat de două ori Cupa Challenge în 2016 și 2019. În 2022, tot cu Rocasa, Seynabou Mbengue a câștigat ediția 2021-22 a Cupei Europene, competiția care a înlocuit Cupa Challenge.

## Palmares
- Jocurile Mediteraneene
  -  Câștigătoare: 2022

- Liga Campionilor:
  - Calificări: 2020

- Liga Europeană:
  -  Finalistă: 2024
  - Turul 3: 2023

- Cupa EHF:
  - Turul 3: 2020

- Cupa Europeană:
  -  Câștigătoare: 2022

- Cupa Challenge:
  -  Câștigătoare: 2016, 2019
  -  Finalistă: 2018
  - Sfertfinalistă: 2017, 2021

- Campionatul Spaniei:
  -  Câștigătoare: 2019
  -  Medalie de argint: 2016
  -  Medalie de bronz: 2017, 2018, 2021, 2022, 2023

- Cupa Reginei:
  -  Câștigătoare: 2017

- Supercupa Spaniei:
  -  Câștigătoare: 2017, 2019
  -  Finalistă: 2015

- Liga Națională:
  -  Medalie de bronz: 2024

- Cupa României:
  -  Medalie de bronz: 2024

## Distincții individuale
- Cel mai bun intermediar dreapta din Campionatul Spaniei, distincție acordată de Federația Regală Spaniolă de Handbal: 2019, 2023;[10][11][12]